# Melitaea livida
Melitaea livida är en fjärilsart som beskrevs av Stanislaus Klemensiewicz 1906. Melitaea livida ingår i släktet Melitaea och familjen praktfjärilar. Inga underarter finns listade i Catalogue of Life.